# 振付師

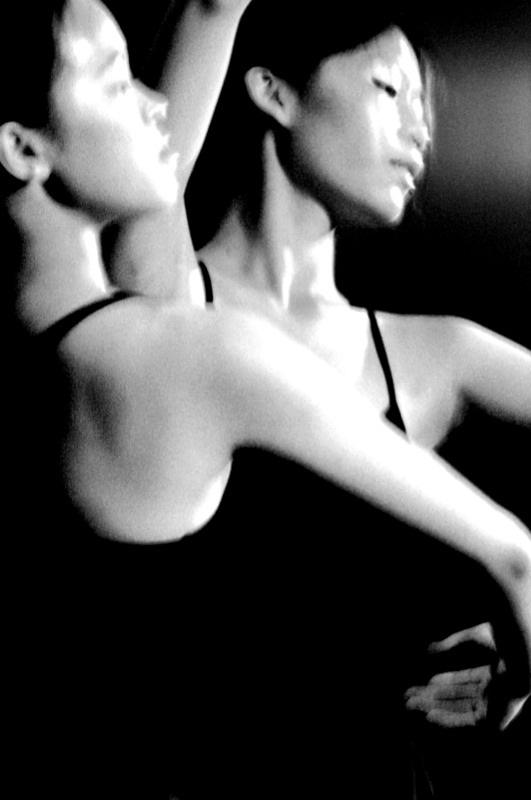
バレエ

振付師（ふりつけし、英: choreographer）は、振付（ふりつけ、英: choreography）を専門に行う者をいう。歌舞伎舞踊や日本舞踊のような伝統芸のほか、バレエやダンスの振付をする者も含まれる。バレエやダンスの世界では振付家と呼ぶことが多い。ショウビズ界では英語の音訳でコリオグラファーと呼ぶこともある。

## 振付と振付師
振付（コリオグラフィー）は、動作を行う際の人体の構成（ポーズ）や動作の流れの構成を行う芸術の一種である。ある瞬間の体のポーズや、それらにつながる一連の動きを構成することを指す。また振付作業の結果にできる一連のダンスの構成も含まれる。
ダンスの世界以外に、映画やスポーツ・身体表現の分野でも用語として使用されている。
- 殺陣 - ステージコンバット、映画や舞台での剣戟やクンフーアクションなどを担当するのは殺陣師（ファイト・コレオグラファー）やアクション監督である。
- 体操（体操競技、新体操、トランポリンなど）
- フィギュアスケート
- アーティスティックスイミング
- マーチングバンド（隊形変化など）
- ショークワイア（Show Choirs, ダンスやストーリーにあわせて行うショー形式のコーラス）

大まかにいって、振付作業は動作の順序、リズム、強調すべき点を考慮して行われている。
なお振付師という日本語は日本舞踊の振付職人として享保年間にはすでに成立していたが、英語の "Choreographer" という言葉は意外に新しく、1930年代半ばから、米国へ移住したジョージ・バランシンによってミュージカルや映画の世界で広められたのが始まりである。バレエの世界では振付家は芸術監督を兼務することが多く、ダンサーに対して振付指導を行いながら舞台全体の演出も行っている。

## 振付の記録・舞踊譜

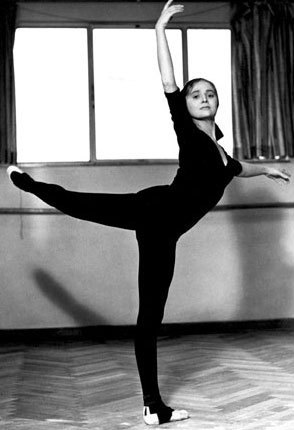
ヴァレリー・サットン
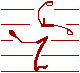
ポーズをとるダンサーのヴァレリー・サットン。右はサットンの開発したダンスライティングによるこのポーズの記譜法
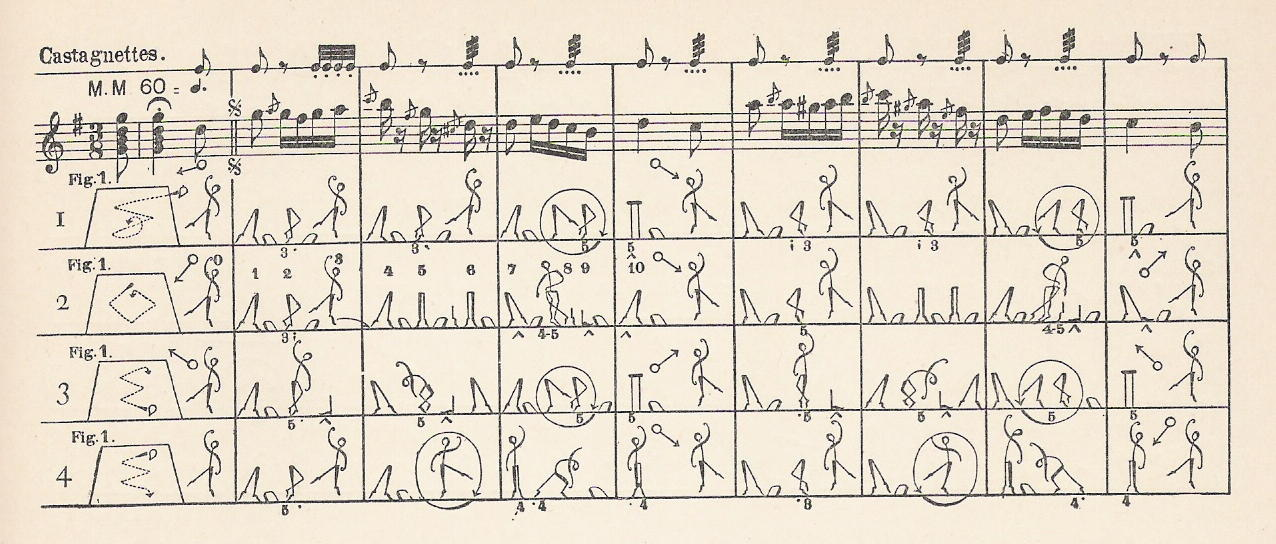
スペインのダンスであるカチューチャの動きを記録した舞踊記譜

振付は、ダンスを振付創作したダンサー・振付師から他のダンサーたちへ、口伝や手取り足取りの指導、あるいは見よう見まねで伝えられる。世界中で古くから伝えられている舞踊・ダンスは、こうして年長者から次世代へ代々伝わってきた。しかしフランスやイタリアなど西洋で舞踏会が盛んになり、ダンスの複雑化やダンスの教養化が起こった17世紀以降、ダンスを紙に記録し印刷物などで普及させる試みが始まる。
バレエやコンテンポラリー・ダンスなど西洋の舞台芸術ではこの時以来、音楽を楽譜に写すように、ダンスの振付を抽象化し、シンボル的動作、回数、ステップの踏み方などの要素に分解し紙面に記録するダンス・ノーテーション（Dance notation、舞踊記譜法）を発達させてきた。
これは記録のみならず、ダンス教育や練習、ダンス研究などに利用されている。たとえば有名ダンサーのダンスを記録し後世に舞踊譜として振付を残すことで、後の時代の人々がこれに基づいてダンスを再現したり練習材料にしたり新たな振付の参考にしたり、研究者が過去のダンサーや振付師たちの研究・分析・批評に使うなどしてきた。
また舞踊譜は民族舞踊の記録など、文化人類学の世界でも利用されている（舞踊民族学）。日本でも明治以来、長年にわたり日本舞踊各流派の踊りや各地方の踊りを舞踊譜に記録することが、各流派の人々や舞踊研究者の間で行われてきた。
現代の西洋の主なダンス・ノーテーションには、20世紀に入り確立した
- ベネッシュノーテーション（Benesh Movement Notation、ベネッシュ式記譜法）
- ラバノーテーション（Labanotation、Kinetography Laban、ラバン式記譜法）
- ダンスライティング（DanceWriting）
- Eshkol-Wachman Movement Notation

などがある。日本では、各流派や研究者による独自の採譜法がいろいろあるほか、東京文化財研究所が五線譜のような「標準日本舞踊譜」をまとめているが、読むのが難しい上同じ演目でも実は流派ごとの踊り方の違いがあるなどの理由からあまり普及していない。
映像機器などの発達後、振付の記録や教育は写真や映画、ビデオなどでも行われ、モーションキャプチャーによる記録も行われている。

## 即興
事前に練習した動作だけでなく、即興（インプロヴィゼーション）も振付の技法のひとつである。即興はダンスの練習やワークショップなどにも利用される。
- ダンス・インプロヴィゼーション （Dance improvisation）
- コンタクト・インプロヴィゼーション （Contact improvisation）
- ボディ・マッピング（Body mapping）

## 主な振付師
- アルビン・エイリー
- アンヌ・テレサ・ドゥ・ケースマイケル
- ヴァーツラフ・ニジンスキー
- ウィリアム・フォーサイス
- ヴィンセント・パターソン
- オハッド・ナハリン
- キャサリン・ダナム
- クリストファー・フィゲンズ
- ジャケル・ナイト
- ジェイソン・ギルキソン
- シディ・ラルビ・シェルカウイ
- シャーネット・ハード
- JONTE'（ジョンテ）
- SU-EN（スーエン）
- デヴィッド・ウィルソン
- ピナ・バウシュ
- ジュジュ・アリシナ
- フィリップ・ドゥクフレ
- フライ・スタイルズ
- ブロニスラヴァ・ニジンスカ
- ボブ・フォッシー
- ニコライ・モロゾフ
- マイケル・ピータース
- マイケル・ベネット
- マーサ・グレアム
- マース・カニンガム
- マシュー・ボーン
- マリー・ヴィグマン
- レイモンド・ジョンソン
- ローリー・ニコル

### 日本
- AIKI
- アキコ・カンダ
- 浅井信好
- 飛鳥亮
- 東勇作
- 安藤洋子
- 家城比呂志
- 池田美千瑠
- 石井漠
- 石川ゆみ
- 井手茂太
- 伊藤千枝
- 伊藤キム
- 江口隆哉
- 香瑠鼓
- 笠井叡
- 金森穣
- 金子礼二郎
- KANASA from bless4
- KABA.ちゃん
- 木皮成
- 木下菜津子
- MAIKO (OH GIRL!)
- KENZO
- 小池博史
- 小井戸秀宅
- 古賀亘（アクション）
- 近藤良平
- WAZACREW（振付チーム）
- ワザクルー大峯（WAZACREW）
- 彩木エリ
- 西条満
- 白井剛
- SANCHE
- SHE
- 豊福彬文（ んまつーポス）
- SEIGO
- 竹中夏海
- 田中泯
- 辻本知彦
- 富野幸緒
- 友惠しづね
- 勅使川原三郎
- 土居甫
- 名倉加代子
- 夏まゆみ
- 野火杏子
- 野村涼子
- パパイヤ鈴木
- 土方巽
- Hidali (振付集団)
- 平原慎太郎（OrganWorks）
- 藤村俊二
- FUMIHITO(ふみちゃん)
- 振付稼業air:man（振付集団）
- 堀向麻未
- 前田健
- MASAO
- 真島茂樹
- 三浦大知
- 三浦亨
- MIKIKO
- みつばちまき
- 南流石
- 宮本賢二
- 迷彩トモヤ
- 本山新之助
- 柳昭子
- 山崎隆
- 山城陽子（YOKO）
- 山田卓
- YOSHIKO
- ラッキィ池田
- AKIRA　(NMB48)

### J-POPの主な振付師
- 新しい学校のリーダーズ（新しい学校のリーダーズ、Hey! Say! JUMP、MAGICOURなど）
- アイナ・ジ・エンド（BiSH）
- akane（荻野目洋子、映画「グレイテスト・ショーマン」PVなど）
- Akanen （ONE CHANCEなど）
- AKIKO（SUPER☆GiRLS、Cheeky Parade、GEMなど）
- akihic☆彡（ AKB48など）
- 朱染かれん『西田プロジェクト』（AKB48、NMB48など）
- Acchan/松岡篤志（乃木坂46、テンシメシ、Project Lなど）
- 新垣寿子（AKB48、SKE48、NMB48、=LOVE、ふわふわなど）
- 石川ゆみ（ももいろクローバーZ、スフィア、堀江由衣など）
- 岩本照（Snow Manなど）
- 臼井比呂子（東京女子流）
- 尾上陽子『西田プロジェクト』（AKB48、NMB48など）
- 小栗かこ （HelloYouth、GEMなど）
- 香瑠鼓（Wink「淋しい熱帯魚」、BBクイーンズ、ポッキーCMなど)
- KABA.ちゃん (SMAP「世界に一つだけの花 など)
- 日下このみ（NMB48）
- CRE8BOY（AKB48、SKE48、乃木坂46、山下智久、ラストアイドルなど）
- KENZO（Fairies、DA PUMP、安室奈美恵など）
- SA.KANA（Task have Funなど）
- SATOMI（Wake Up, Girls!）
- SHE（Berryz工房、℃-uteなど）
- シェリル・ムラカミ（剛力彩芽、レディー・ガガ、ビヨンセなど）
- JUN（SMAP、嵐、SPEEDなど）
- Junko☆（9nine、May'nなど）
- 菅尾なぎさ（乃木坂46など）
- suzuyaka（9nine、青山テルマ、平野綾など）
- Seishiro（乃木坂46など）
- 高田あゆみ（わーすた、SUPER☆GiRLSなど）
- TAKAHIRO（上野隆博）（欅坂46など）
- 高良舞子（AKB48、SKE48など）
- 武田舞香（AKB48、SKE48、NMB48など）
- 竹中夏海（PASSPO☆、prediaなど）
- 竹森徳芳（NGT48など）
- 續いくえ（私立恵比寿中学）
- 富田彩（NGT48など）
- 仲宗根梨乃（AKB48、少女時代、東方神起など）
- 永野愛理（Wake Up, Girls!）
- 夏まゆみ（モーニング娘。、AKB48など）
- 西田一生『西田プロジェクト』（AKB48、NMB48、Buono!など）
- 野村涼子（安室奈美恵、MAX、SPEED、知念里奈、D&Dなど）
- 野村涼子『RYONRYON.』（Berryz工房、High-King、倖田來未など）
- 振付稼業air:man（NEWS、木村カエラ、いきものがかり、私立恵比寿中学など）
- MAIKO (OH GIRL!)（倖田來未、AI、ICONIQなど）
- MAIKO（きゃりーぱみゅぱみゅ）
- 牧野アンナ（ AKB48、SKE48、=LOVEなど）
- 増田哲治『TETSUHARU』（AKB48、安室奈美恵、SMAPなど）
- ムライマユ（乃木坂46など）
- MIKIKO（Perfume、さくら学院、BABYMETAL、星野源「恋」など）
- 三ツ井裕美（AKB48など）
- 南流石（乃木坂46、大塚愛など)
- MINA（9nineなど）
- 山城陽子『YOKO』（アンジュルム（スマイレージ）、℃-ute、ゆいかおりなど）
- Yumiko（でんぱ組.inc）
- YOSHIKO（モーニング娘。、アンジュルム（スマイレージ）、9nineなど）
- LICO（AKB48、SMAP、乃木坂46など）
- Ruu（AKB48、9nineなど）
- WARNER（安室奈美恵、倖田來未、宇多田ヒカル、乃木坂46など）

## より詳しい文献
- Blom, L, A. and Tarin Chaplin, L. (1989) The Intimate Act of Choreography. Dance Books. ISBN 0-8229-5342-0
- Ellfeldt, L. (1998) A Primer for Choreographers . Waveland Press. ISBN 0-88133-350-6
- Minton, S, C. (1997) Choreography: A Basic Approach Using Improvisation. Human Kinetics . ISBN 0-88011-529-7
- Tufnell, M. and Vaughan, D. (1999) Body Space Image : Notes Toward Improvisation and Performance. Princeton Book Co. ISBN 1-85273-041-2
- Smith-Autard, J, M. (200) Dance Composition. Routledge. ISBN 0-87830-118-6